# Aeropuerto Internacional de Brunéi
El Aeropuerto Internacional de Brunéi (en Idioma sondanés, Lapangan Terbang Antarabangsa Brunéi; en Jawi, لاڤڠن تربڠ انتارابڠسا بروني ) (IATA: BWN, OACI: WBSB) es el principal aeropuerto en la nación de Brunéi. La Real Fuerza Aérea de Brunéi tiene también su base en la Base Aérea Rimba que está ubicada en el Aeropuerto Internacional de Brunéi.

## Historia
El transporte aéreo comercial en Brunéi comenzó en 1953, con el establecimiento de conexiones aéreas entre Bandar Seri Begawan con Anduki en el Distrito Belait. Los vuelos iniciales a Malasia fueron efectuados para acomodar a los pasajeros de Labuan en Sabah y Lutong en Sarawak. Los vuelos aéreos fueron operados desde el área de Berakas en una antigua pista construida por los japoneses durante la Segunda Guerra Mundial. Fue conocido entonces como Aeropuerto de Brunéi.
El incremento en popularidad del transporte aéreo en los setenta supuso un incremento significativo en los movimientos de aviación civil. De repente, el antiguo aeropuerto había rebasado su capacidad. Esto impulsó al gobierno a buscar un lugar donde construir un nuevo aeropuerto.
El nuevo aeropuerto fue construido en Mukim Berakas en el distrito Brunéi-Muara, para hacerlo fácilmente accesible desde todos los puntos del país. El aeropuerto fue inaugurado en 1974 y abrió Brunéi al mundo.
La capacidad actual del aeropuerto es de dos millones de pasajeros y 50.000 toneladas de carga al año. En 2005, El Aeropuerto Internacional de Brunéi atendió a 1,3 millones de pasajeros.

## Aerolíneas y destinos

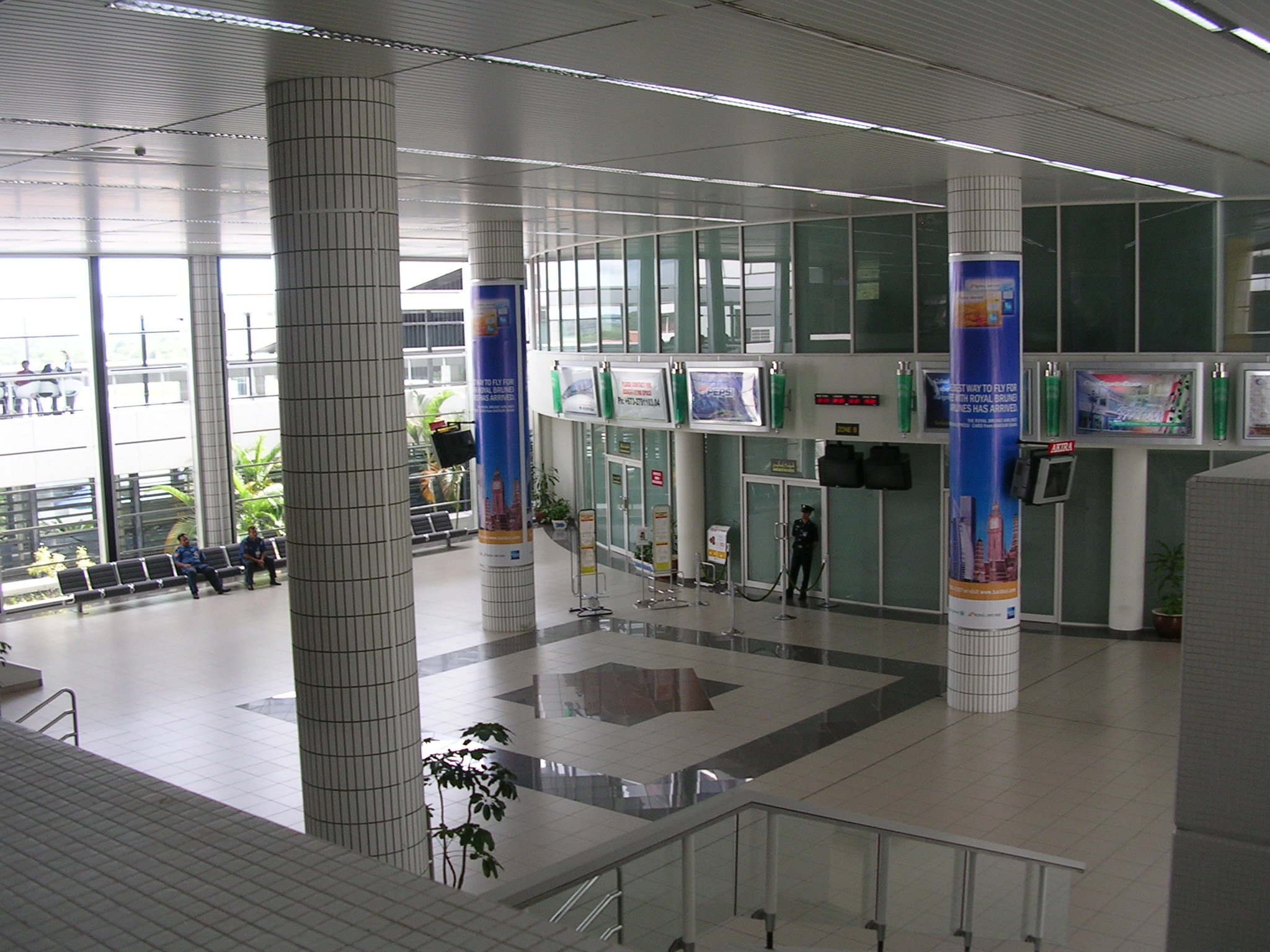
Sala de embarque.

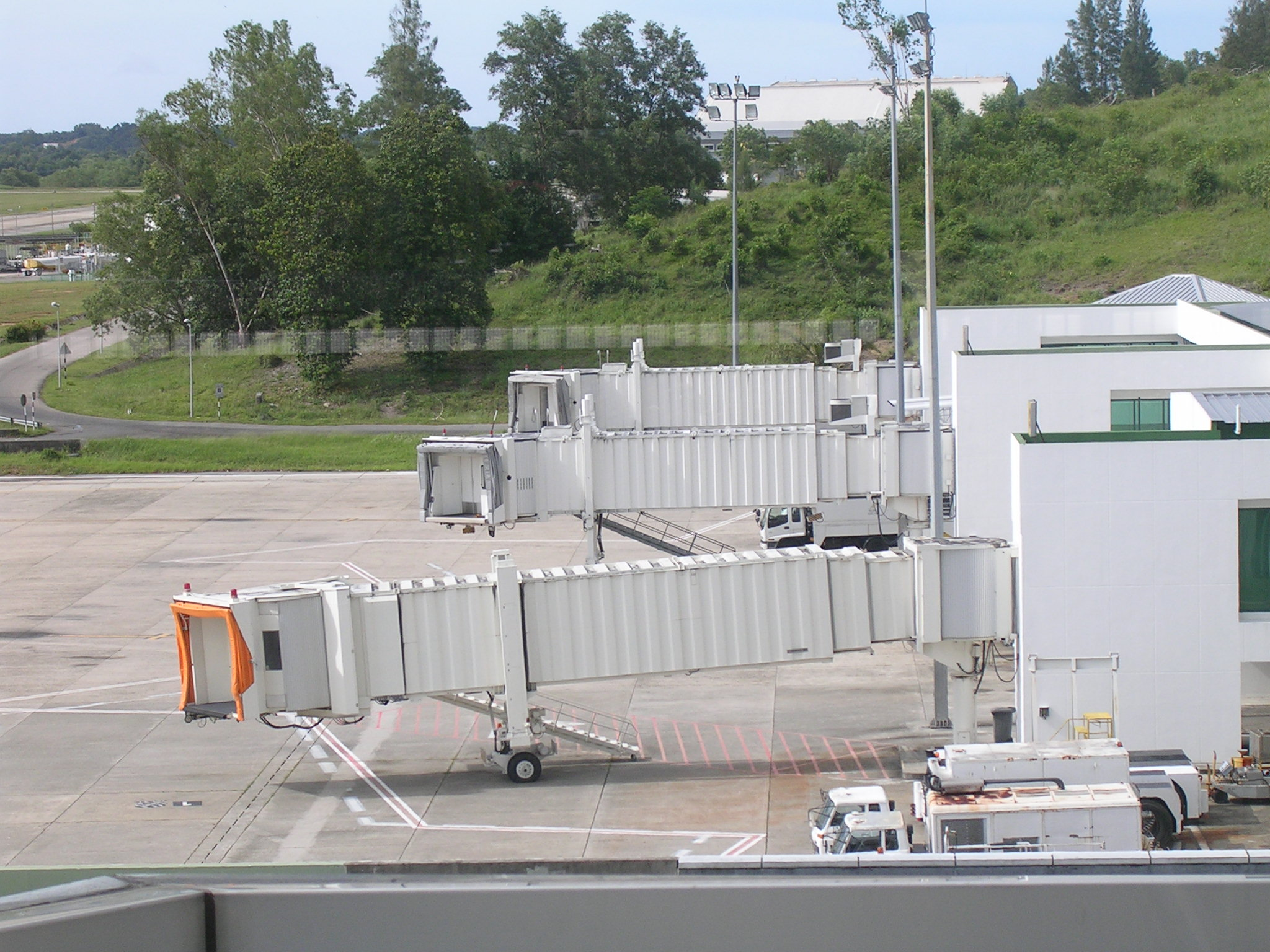
Puertas 6, 7 y 8, siendo la 8 la más alejada. Fueron construidas a finales de los noventa.

| Ciudades por países    | Nombre del aeropuerto                         | Aerolíneas                                            | Aeronaves  | Frecuencias semanales |        |
| Europa                 | Europa                                        | Europa                                                | Europa     | Europa                | Europa |
| ---------------------- | --------------------------------------------- | ----------------------------------------------------- | ---------- | --------------------- | ------ |
| Reino Unido            |                                               |                                                       |            |                       |        |
| Londres                | Aeropuerto Internacional de Londres-Heathrow  | Royal Brunei Airlines                                 | B787-8     |                       |        |
| Asia                   |                                               |                                                       |            |                       |        |
| Arabia Saudita         |                                               |                                                       |            |                       |        |
| Yida                   | Aeropuerto Internacional Rey Abdulaziz        | Royal Brunei Airlines (Estacional)                    | B787-8     |                       |        |
| China                  |                                               |                                                       |            |                       |        |
| Changsha               | Aeropuerto Internacional de Changsha-Huanghua | Royal Brunei Airlines                                 |            |                       |        |
| Haikou                 | Aeropuerto Internacional de Haikou-Meilan     | Royal Brunei Airlines                                 |            |                       |        |
| Hangzhou               | Aeropuerto Internacional de Hangzhou-Xiaoshan | Royal Brunei Airlines                                 |            |                       |        |
| Kunming                | Aeropuerto Internacional de Kunming-Changshui | Lucky Air                                             |            |                       |        |
| Nanning                | Aeropuerto Internacional de Nanning-Wuxu      | Royal Brunei Airlines                                 |            |                       |        |
| Pekín                  | Aeropuerto Internacional de Pekín-Daxing      | Royal Brunei Airlines                                 |            |                       |        |
| Shanghái               | Aeropuerto Internacional de Shanghái-Pudong   | Royal Brunei Airlines                                 |            |                       |        |
| Corea del Sur          |                                               |                                                       |            |                       |        |
| Seúl                   | Aeropuerto Internacional Incheon              | Royal Brunei Airlines                                 |            |                       |        |
| Emiratos Árabes Unidos |                                               |                                                       |            |                       |        |
| Dubái                  | Aeropuerto Internacional de Dubái             | Royal Brunei Airlines                                 | B787-8     |                       |        |
| Filipinas              |                                               |                                                       |            |                       |        |
| Manila                 | Aeropuerto Internacional Ninoy Aquino         | Cebu Pacific Air Royal Brunei Airlines                |            |                       |        |
| Hong Kong              |                                               |                                                       |            |                       |        |
| Hong Kong              | Aeropuerto Internacional de Hong Kong         | Royal Brunei Airlines                                 |            |                       |        |
| India                  |                                               |                                                       |            |                       |        |
| Chennai                | Aeropuerto Internacional de Chennai           | Royal Brunei Airlines                                 |            |                       |        |
| Indonesia              |                                               |                                                       |            |                       |        |
| Yakarta                | Aeropuerto Internacional Soekarno-Hatta       | Royal Brunei Airlines                                 |            |                       |        |
| Surabaya               | Aeropuerto Internacional Juanda               | Royal Brunei Airlines                                 |            |                       |        |
| Japón                  |                                               |                                                       |            |                       |        |
| Tokio                  | Aeropuerto Internacional de Narita            | Royal Brunei Airlines                                 |            |                       |        |
| Malasia                |                                               |                                                       |            |                       |        |
| Kota Kinabalu          | Aeropuerto Internacional de Kota Kinabalu     | RB Link operated by Malindo Air Royal Brunei Airlines | ATR 72-600 |                       |        |
| Kuala Lumpur           | Aeropuerto Internacional de Kuala Lumpur      | AirAsia Malaysia Airlines Royal Brunei Airlines       | A3xx       |                       |        |
| Kuching                | Aeropuerto internacional de Kuching           | RB Link operated by Malindo Air                       | ATR 72-600 |                       |        |
| Sandakan               | Aeropuerto de Sandakan                        | RB Link operated by Malindo Air                       | ATR 72-600 |                       |        |
| Sibu                   | Aeropuerto de Sibu                            | RB Link operated by Malindo Air                       | ATR 72-600 |                       |        |
| Tawau                  | Aeropuerto de Tawau                           | RB Link operated by Malindo Air                       | ATR 72-600 |                       |        |
| República de China     |                                               |                                                       |            |                       |        |
| Taipéi                 | Aeropuerto Internacional de Taiwán Taoyuan    | Royal Brunei Airlines                                 |            |                       |        |
| Singapur               |                                               |                                                       |            |                       |        |
| Singapur               | Aeropuerto Internacional de Singapur          | Royal Brunei Airlines Singapore Airlines              |            |                       |        |
| Tailandia              |                                               |                                                       |            |                       |        |
| Bangkok                | Aeropuerto Internacional Suvarnabhumi         | Royal Brunei Airlines                                 |            |                       |        |
| Vietnam                |                                               |                                                       |            |                       |        |
| Ciudad de Ho Chi Minh  | Aeropuerto Internacional de Tan Son Nhat      | Royal Brunei Airlines                                 |            |                       |        |
| Oceanía                |                                               |                                                       |            |                       |        |
| Australia              |                                               |                                                       |            |                       |        |
| Melbourne              | Aeropuerto Internacional Tullamarine          | Royal Brunei Airlines                                 | B787-8     |                       |        |